# Æthelberht (Wessex)

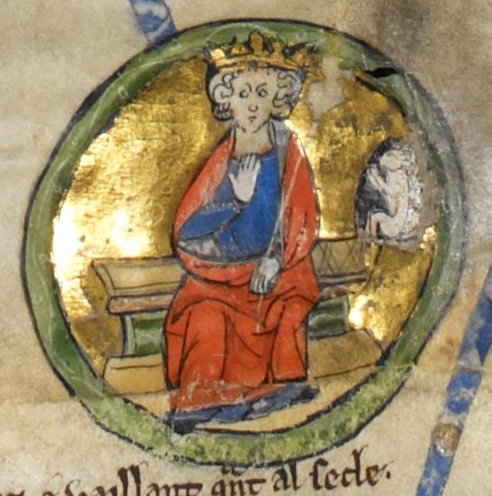
Æthelberht in einer Abbildung aus dem 13. Jahrhundert

Æthelberht von Wessex und Kent (* um 835; † 865) war der zweitälteste überlebende Sohn von König Æthelwulf von Wessex. Nach dem Tod seines Vaters fand eine Teilung des Königreiches Wessex sowie der eroberten Königreiche zwischen den Söhnen Æthelwulfs statt, wobei Æthelberht die Unterkönigreiche Kent, Essex und Surrey übertragen wurden, während sein älterer Bruder Æthelbald das Hauptkönigreich Wessex erhielt, das er bereits zuvor anstelle seines Vaters regiert hatte. 860 folgte er seinem Bruder König Æthelbald nach und wurde wie sein Vater und sein Bruder in Kingston upon Thames zum König von Wessex gekrönt. Während seiner Regierungszeit plünderte Ragnar Lodbrok Kent und Northumbria. In Æthelberhts früher Regierungszeit kamen sie sogar bis nach Winchester. Æthelberht starb 865 nach fünfjähriger Regierungszeit und wurde in Sherborne Abbey in Dorset neben seinem Bruder Æthelbald begraben. Ehelos gestorben, wurde sein jüngerer Bruder Æthelred I. zu seinem Nachfolger.
Seit 1997 ist Æthelberht Namensgeber für den Ethelbert Ridge, einen Gebirgskamm auf der Alexander-I.-Insel in der Antarktis.